# Tony Andreu
Anthony "Tony" Andreu, né le 22 mai 1988 à Cagnes-sur-Mer, est un footballeur français qui évolue au poste de milieu de terrain.

## Biographie
Le 1er septembre 2015 il est prêté à Rotherham United. Le 31 août 2016 il est prêté à Dundee United.
Le 18 janvier 2019, il est prêté à Hamilton Academical.
Le 4 juillet 2019, il rejoint Saint Mirren.
Le 8 janvier 2021, il rejoint Ross County.

## Palmarès

### En club
- Dundee United
  - Vainqueur de la Scottish Challenge Cup en 2017

### Distinctions personnelles
- Membre de l'équipe-type de D2 écossaise en 2014 et 2017.